# Polycentropus kapchajalaja
Polycentropus kapchajalaja är en nattsländeart som beskrevs av Schmid 1975. Polycentropus kapchajalaja ingår i släktet Polycentropus och familjen fångstnätnattsländor. Inga underarter finns listade i Catalogue of Life.